# Sziamon (I. Jahmesz fia)
Sziamon („Ámon fia”) az ókori egyiptomi XVIII. dinasztia hercege, I. Jahmesz fáraó fia. Múmiáját a DB320-as sírban találták meg, ahová több királyi múmiát is költöztettek később a sírrablók elől. Ma a kairói Egyiptomi Múzeumban van.